# Nicolae Văcăroiu

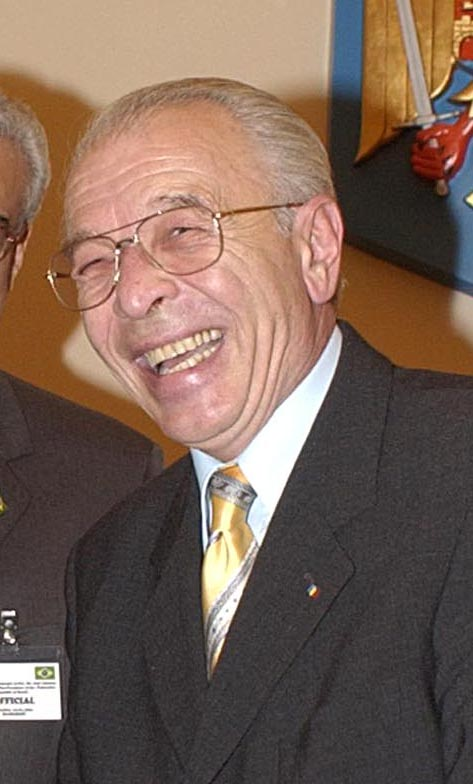
Nicolae Văcăroiu

Nicolae Văcăroiu (Cetatea Albă (thans Bilhorod-Dnistrovsky, (Oekraïne), 5 december 1943) is een Roemeens politicus.

## Biografie
Văcăroiu studeerde aan de Economische Academie in Boekarest.

## Premier
Văcăroiu werd op 4 november 1992 premier van een minderheidskabinet. Zijn kabinet steunde op de Partij van Sociaaldemocratie in Roemenië (PDSR), tot welke partij hij later zelf toetrad. Aanvankelijk steunde zijn kabinet ook op de uiterst rechtse Roemeense Nationale Eenheidspartij (PUNR) en Partij voor Groot-Roemenië (PRM) en de extreemlinkse Socialistische Arbeiderspartij (PSM). Al deze partijen bestonden voornamelijk uit excommunisten en nationalisten uit het Ceaușescu-tijdperk. De Democratische Conventie van Roemenië (CDR), een bundeling van verschillende partijen, zoals de Nationale Boerenpartij - Christendemocraten (PNȚ-CD), de Nationaal-Liberale Partij (PNL), de Roemeense Sociaaldemocratische Partij (PSDR) en de Democratische Unie van Hongaren in Roemenië (UDMR). De Democratische Partij (PD) van ex-premier Petre Roman maakte geen onderdeel uit van de CDR, maar behoorde ook tot de oppositie.
In juli en augustus 1993 waren er grote stakingen in de Jiuvallei, maar in tegenstelling tot die van 1990 en 1991 hield de regering stand. De regering hield echter maar moeizaam stand, eigenlijk alleen maar omdat de PUNR en de PRM dit wilden. De PUNR en PRM wisten grote invloed uit te oefenen en bewerkstelligden in 1994 de vervanging van de ministers van Defensie en Justitie. Uiteindelijk traden de PRM en de extreemlinkse PSM op 20 januari 1995 toe tot de regering. Echter, in oktober 1995 verliet de PRM na de een conflict de regering en in april 1996 verliet de PUNR na een conflict de regering. De PSM distantieerde zich van de regering. De regering wist zich min of meer te handhaven dankzij de alliantie die de PDSR en de PD in september 1995 waren aangegaan (de Sociaaldemocratische Unie).
In juni 1996 werden er parlementsverkiezingen gehouden die werden gewonnen door de CDR. Văcăroiu trad op 12 december 1996 af. Zijn opvolger was Victor Ciorbea van de PNȚ-CD.

## Na zijn premierschap
Na zijn premierschap werd Văcăroiu lid van de Senaat. Tot maart 2000 was hij vicevoorzitter van de PDSR-fractie in de Senaat. Hij was ook voorzitter van de Privatiseringscommissie. Op 20 december 2000 werd hij gekozen tot voorzitter van de senaat. Vier jaar later (2004) volgde zijn herverkiezing als voorzitter van de Senaat.
Na de schorsing van president Traian Băsescu door het Roemeens parlement op 19 april 2007 werd Văcăroiu President ad interim van Roemenië nadat het Constitutioneel Hof van Roemenië de stemming door het parlement had erkend in afwachting van de resultaten van het impeachment referendum op 23 mei 2007. Gedurende het interim-presidentschap had Văcăroiu volgens de Grondwet van Roemenië alle prerogatieven van president, behalve drie: hij kon het parlement niet ontbinden; het kon het parlement niet toespreken en hij kon geen referendum uitschrijven. Na de periode van het interim-presidentschap hervatte hij zijn werkzaamheden als senaatsvoorzitter.
Văcăroiu is lid van het Centraal Uitvoerend Bureau van de Sociaaldemocratische Partij.
Op uitnodiging van senaatsvoorzitter Văcăroiu bracht de voorzitter van de Nederlandse Eerste Kamer der Staten-Generaal Yvonne Timmerman-Buck van 10 tot 13 oktober 2007 een officieel bezoek aan Roemenië. Op uitnodiging van de Eerste Kamer bracht Văcăroiu met een delegatie uit de Roemeense Senaat van 28 tot 30 mei 2008 een officieel tegenbezoek aan Nederland.

## Verwijzingen
1. ↑  Tot juni 1993 Democratisch Front voor Nationale Redding (FDSN) genaamd
2. ↑  De Grote Oosthoek, Jaarboek 1993, blz. 243, red.: De Grote Oosthoek
3. ↑  De PUNR maakte al deel uit van de regering
4. ↑  Ontstaan na een fusie van de PDSR en de PSDR op 16 januari 2001